# Ujrzałem diabła
Ujrzałem diabła (kor.: 악마를 보았다, MOCT: Angmareul boatda) – południowokoreański dreszczowiec kryminalny w reżyserii Kim Jee-woona, którego premiera odbyła się 12 sierpnia 2010.
Film i jego obsada byli nominowani do nagród w jedenastu kategoriach i zdobyli nagrody w dwunastu kategoriach.
Film zarobił 128 392 dolary w Stanach Zjednoczonych.

## Fabuła
Młody agent koreańskich służb specjalnych chce dokonać osądu na mordercy swojej narzeczonej.

## Obsada
Źródło: Filmweb

- Lee Byung-hun – Kim Soo-hyeon
- Choi Min-sik – Jang Keyong-cheol
- Jeon Gook-hwan – szef brygady Jang
- Chun Ho-jin – szef sekcji Oh
- Oh San-ha – Joo-yeon
- Kim Yoon-seo – Se-yeon
- Choi Moo-seong – Tae-joo
- Kim In-seo – Se-jeong